# Luiz Eduardo
Luiz Eduardo Azevedo Dantas mit Kurznamen Luiz Eduardo oder Luis Eduardo (* 24. Mai 1985 in Parelhas, RN) ist ein brasilianischer Fußballspieler.

## Karriere
Luiz Eduardo begann mit dem Profifußball bei ABC Natal. Bereits nach wenigen Monaten verließ er diesen Verein und spielte die nachfolgenden vier Jahre für diverse brasilianische Mannschaften.
2009 wechselte er zum bulgarischen Verein PFK Montana. Hier spielte er die nächsten zweieinhalb Spielzeiten, ehe er zum Frühjahr 2012 zu FK Etar Weliko Tarnowo ging.
Nach einem Jahr bei FK Etar ging er 2013 in seine Heimat und heuerte bei AA Caldense an. Bereits nach wenigen Tagen wechselte er in die türkische TFF 1. Lig zu Adana Demirspor. Zum Sommer 2013 verließ Eduardo Demirspor und kehrte in seine Heimat zurück. Hier tingelt er seitdem durch unterklassige Klubs.